# عدد ولف

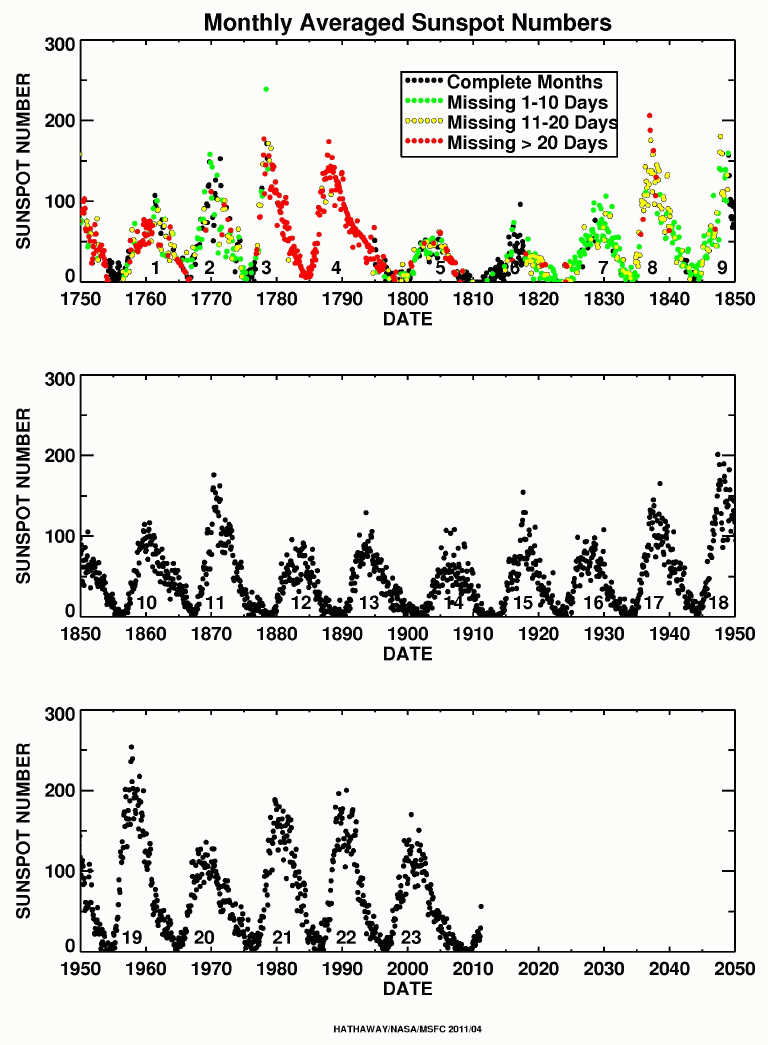
عدد ولف از سال ۱۷۵۰.

عدد وُلف (انگلیسی: Wolf number) (که همچنین به عنوان عدد نسبی لکه خورشیدی یا عدد زوریخ شناخته می‌شود) کمیتی است که تعداد لکه‌های خورشیدی و گروه‌های لکه‌های خورشیدی موجود در سطح خورشید را اندازه‌گیری می‌کند. از نظر تاریخی، تنها می‌توانستیم لکه‌های خورشیدی در سمت دور خورشید را به‌طور غیرمستقیم با استفاده از لرزه‌شناسی خورشیدی تشخیص دهیم. از سال ۲۰۰۶، فضاپیمای استریو ناسا امکان مشاهده مستقیم آن‌ها را فراهم کرد.

## تاریخچه
اخترشناسان از زمان ظهور تلسکوپ در سال ۱۶۰۹ خورشید را مشاهده کرده و اطلاعات مربوط به لکه خورشیدی را ثبت کرده‌اند. با این حال، ایدهٔ جمع‌آوری اطلاعات در مورد تعداد لکه‌های خورشیدی از ناظران مختلف در سال ۱۸۴۸ در زوریخ، سوئیس، از رودلف ولف سرچشمه می‌گیرد. این مجموعه در ابتدا نام او را داشت، اما اکنون بیشتر به عنوان مجموعه بین‌المللی اعداد لکه‌های خورشیدی شناخته می‌شود.
سری بین‌المللی اعداد لکه‌های خورشیدی امروزه نیز در رصدخانه بروکسل تولید می‌شود. سری اعداد بین‌المللی یک تناوب تقریبی ۱۱ ساله، چرخه خورشیدی را نشان می‌دهد، که اولین بار توسط هاینریش شوابه در سال ۱۸۴۳ کشف شد، بنابراین گاهی اوقات به آن چرخه شوابه نیز می‌گویند. تناوب ثابت نیست، اما تقریباً در محدوده ۹٫۵ تا ۱۱ سال متغیر است. سری بین‌المللی اعداد لکه‌های خورشیدی با مقادیر سالانه به سال ۱۷۰۰ بازمی‌گردد، در حالی که مقادیر روزانه تنها از سال ۱۸۱۸ وجود دارند.
از اول ژوئیه ۲۰۱۵، یک سری اعداد بین‌المللی لکه‌های خورشیدی اصلاح‌شده و به‌روزرسانی شده در دسترس قرار گرفته است. بزرگ‌ترین تفاوت، افزایش کلی در ضریب ۱٫۶ در کل سری است. به‌طور سنتی، پس از سال ۱۸۹۳، برای جبران تجهیزات بهتر آلفرد وولفر، پس از تحویل گرفتن از ولف، مقیاس ۰٫۶ برای همه شمارش‌های لکه‌های خورشیدی اعمال می‌شد. این مقیاس‌گذاری از سری اصلاح‌شده حذف شده است و شمارش‌های مدرن را به مقادیر خام آنها نزدیک‌تر می‌کند. همچنین، پس از سال ۱۹۴۷، شمارش‌ها کمی کاهش یافت تا سوگیری ناشی از روش شمارش جدید اتخاذ شده در آن سال، که در آن لکه‌های خورشیدی بر اساس اندازه آنها وزن می‌شوند، جبران شود.
عدد نسبی لکه‌های خورشیدی (R) با استفاده از فرمول زیر محاسبه می‌شود:
{\displaystyle R=k(10g+s)}
که در آن:
- s تعداد لکه‌های خورشیدی منفرد است.
- g تعداد گروه‌های لکه خورشیدی است.
- k یک ضریب است که بسته به شخص مشاهده‌گر متفاوت است و به عنوان ضریب رصدخانه یا ضریب کاهش شخصی شناخته می‌شود.

ضریب رصدخانه تفاوت در تعداد لکه‌های خورشیدی و گروه‌های لکه‌های خورشیدی ثبت‌شده توسط ناظران مختلف را جبران می‌کند. این تفاوت‌ها در مقادیر ثبت‌شده به دلیل تفاوت در ابزار، دید محلی، تجربه شخصی و سایر عوامل بین ناظران رخ می‌دهد. از آنجایی که ولف مشاهده‌گر اصلی برای تعداد نسبی لکه‌های خورشیدی بود، ضریب رصدخانه او ۱ بود.

## میانگین ماهانه هموار
برای محاسبه میانگین ماهانه هموارشده ۱۳ ماهه تعداد لکه‌های خورشیدی، که معمولاً برای محاسبه حداقل و حداکثر چرخه‌های خورشیدی استفاده می‌شود، از یک تابع هموارسازی جعبه مخروطی استفاده می‌شود. برای یک ماه m معین، با تعداد لکه خورشیدی ماهانه Rm، میانگین ماهانه هموار شده Rs را می‌توان به صورت زیر بیان کرد:
{\displaystyle R_{s}=(0.5R_{m-6}+R_{m-5}+\dots +R_{m-1}+R_{m}+R_{m+1}+\dots +R_{m+5}+0.5R_{m+6})/12}
که در آن Rm+n تعداد لکه‌های خورشیدی ماهانه n ماه دورتر از ماه m است. میانگین ماهانه هموار شده برای کاهش هرگونه جهش ناگهانی در تعداد لکه‌های خورشیدی ماهانه و حذف اثرات دوره چرخش ۲۷ روزه خورشیدی در نظر گرفته شده است.

## سری‌های جایگزین
دقت تدوین سری‌های تعداد لکه‌های خورشیدی گروهی زیر سؤال رفته است، که انگیزه‌ای برای توسعه چندین سری جایگزین شده است که نشان‌دهنده رفتار متفاوت فعالیت گروه لکه‌های خورشیدی قبل از قرن بیستم است. با این حال، شاخص‌های غیرمستقیم فعالیت خورشیدی از سری اعداد لکه‌های خورشیدی گروهی توسط Chatzistergos T. و همکاران پشتیبانی می‌کنند.
شاخص متفاوتی از فعالیت لکه‌های خورشیدی در سال ۱۹۹۸ به شکل تعداد گروه‌هایی که روی دیسک خورشیدی ظاهر می‌شوند معرفی شد. با این شاخص، می‌توان داده‌های لکه‌های خورشیدی را که از سال ۱۶۰۹ به دست آمده است، یعنی تاریخ اختراع تلسکوپ، درج کرد.